# ياكوبو أدامو
ياكوبو أدامو (بالإنجليزية: Yakubu Adamu)‏ هو لاعب كرة قدم نيجيري في مركز الدفاع، ولد في 4 أكتوبر 1981 في كادونا في نيجيريا. شارك مع منتخب نيجيريا لكرة القدم. أما مع النوادي، فقد لعب مع شالكه 04 ب وفاتنشايد 09 وكيمنتزر ونادي سانت باولي.

## وصلات خارجية
- ياكوبو أدامو على موقع قاعدة بيانات كرة القدم.إي يو (الإنجليزية)
- ياكوبو أدامو على موقع بيانات كرة القدم. دي إي (الألمانية)
- ياكوبو أدامو على موقع عالم كرة القدم.نت (الإنجليزية)